# Dermaleipa
Dermaleipa is een geslacht van vlinders van de familie spinneruilen (Erebidae), uit de onderfamilie Catocalinae.

## Soorten
- D. androgyna Berio, 1954
- D. arcifera Hampson, 1913
- D. metaphaea Hampson, 1913
- D. meterythra Hampson, 1918
- D. minians Mabille, 1884
- D. nubilata Holland, 1920
- D. parallelipipeda Guenée, 1852
- D. quadrilineata Strand, 1912
- D. rubricata Holland, 1894